# Château de Tatebayashi
Le château de Tatebayashi (館林城, Tatebayashi-jō) était un château japonais situé à Tatebayashi, dans la préfecture de Gunma. Aussi appelé château d'Obiki, il n'en reste à présent que quelques vestiges.

## Histoire
Durant l'époque de  Muromachi, la région de Tatebayashi était contrôlée par le clan Akai, mais les archives de cette période sont très incertaines. Selon la légende, Akai Terumitsu a sauvé un renardeau attaqué par des enfants malveillants. Un Inari est ensuite apparu et a indiqué un emplacement pour son château, dessinant les fortifications au sol avec sa queue. Le nom du château de Tatebayashi apparaît pour la première fois dans des documents fiables datés de 1471, lorsque le clan Uesugi lança une attaque contre le château. Le territoire a été contesté pendant la période Sengoku entre les clans Uesugi, Takeda et plus tard Hōjō (par l'intermédiaire de leur vasal, le clan Nagao). Le château est capturé sans combat par Ishida Mitsunari à la suite du siège d'Odawara de 1590.
Après la prise de contrôle de la région de Kantō par Tokugawa Ieyasu en 1590, ce dernier nomme Sakakibara Yasumasa comme daimyo de Tatebayashi, avec des revenus de 100 000 koku. Yasumasa reconstruit entièrement le château de Tatebayashi et la ville environnante. La région était stratégiquement importante pour son contrôle sur le fleuve Tone qui approvisionnait la ville d'Edo.
Suite la réaffectation du clan Sakakibara vers d'autres territoires, le château est dirigé par les serviteurs ou parents des Tokugawa, comme Tokugawa Ietsuna ou Tokugawa Tsunayoshi. Cependant, après la mort de Tokugawa Tokumatsu, le fils de Tsunayoshi, le donjon du château est laissé à l'abandon. En 1707, Matsudaira Kiyotake devient daimyo et construit une tour à deux étages près de la base de l'ancien donjon, mais il ne reconstruit pas le donjon.
Le château est démantelé à la suite de la restauration de Meiji et en 1874, un incendie détruit la plupart des structures restantes du château. Une grand partie du site du château est vendue et les douves sont comblées. Il ne reste aujourd'hui que quelques murs en pierre et l'une des portes du château, restaurée en 1983. Le site est notamment occupé par l'hôtel de ville de Tatebayashi, le musée de la ville, une salle de spectacle et une bibliothèque municipale.

## Galerie

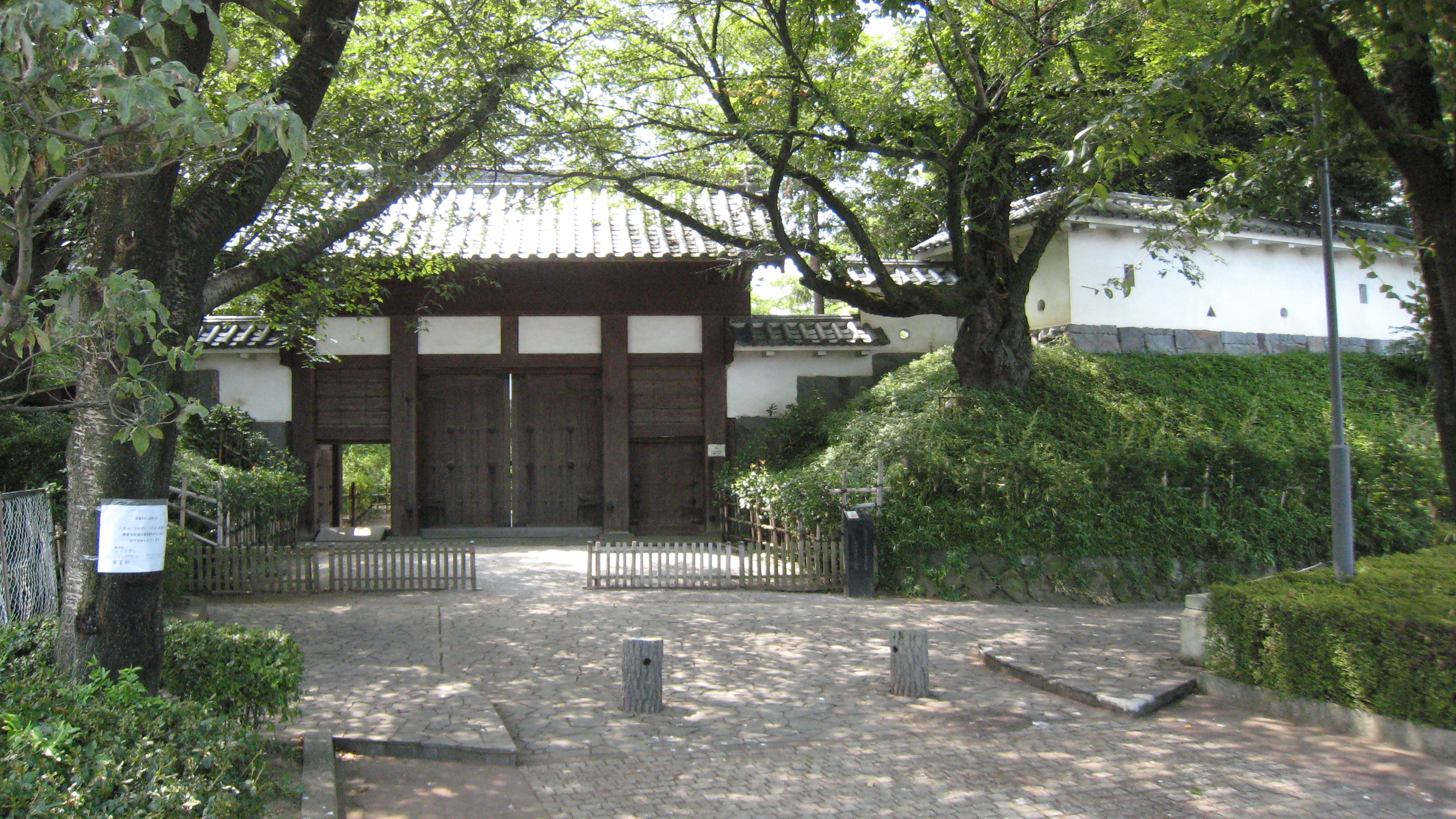
Porte restaurée du château.
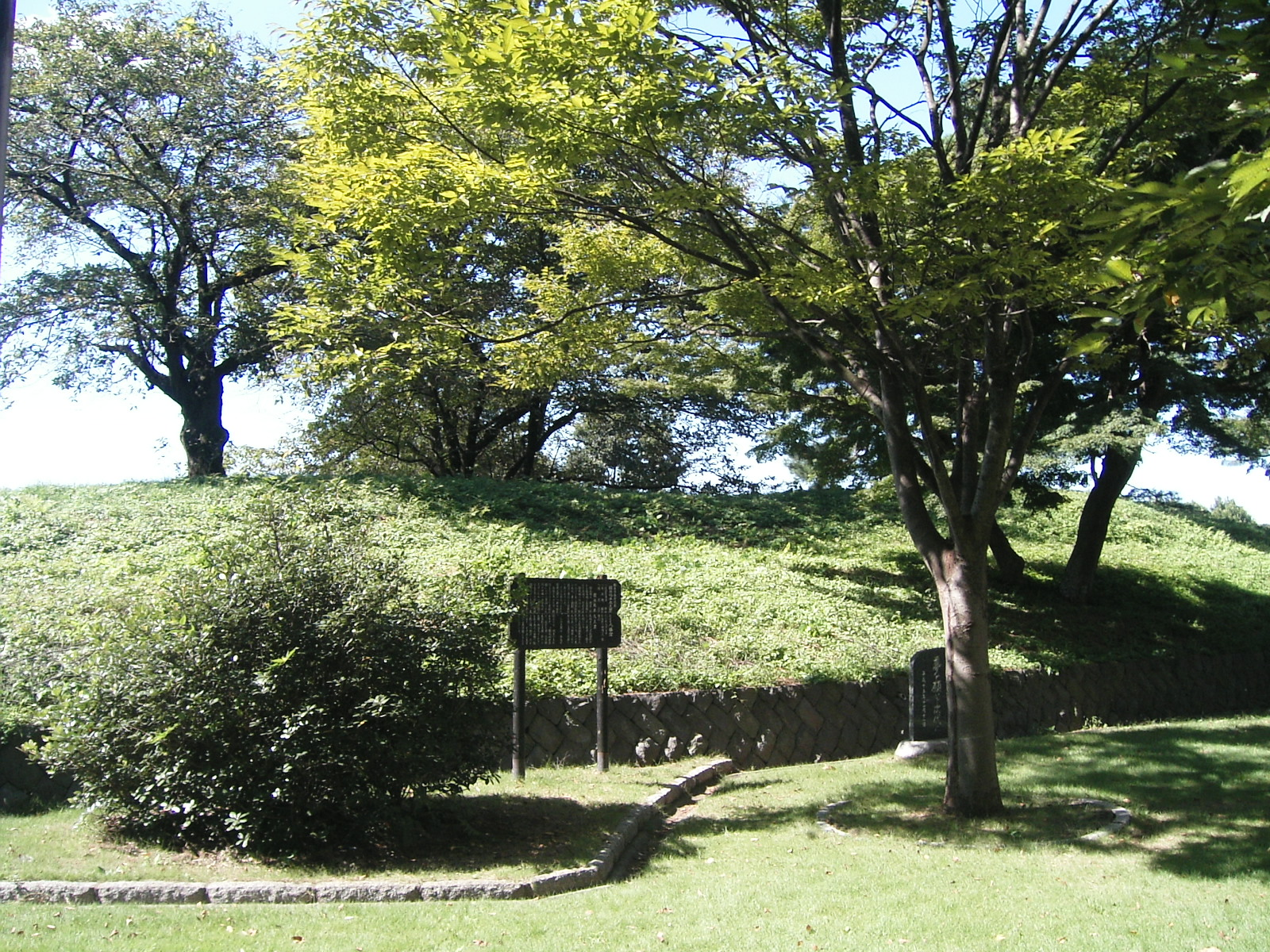
Emplacement du donjon du château.